# تسليع البيئة
تسليع البيئة، وهو مجال البحث ضمن الدراسات البيئية الحرجة التي تهتم بالطرق التي يجري على أساسها استبدال الكيانات والعمليات الطبيعية من خلال اقتصاد السوق، والآثار المترتبة عليه.
بالاعتماد على أعمال كارل ماركس وكارل بولاني وجيمس أوكونور وديفيد هارفي، يُعد مجال العمل هذا معياريًا ونقديًا، بالإضافة لكونه يستند إلى الجغرافيا الماركسية والبيئة السياسية. يستخدم المنظرون إطارًا سلعيًا من أجل الطعن في وجهات نظر «حماية بيئة السوق»، التي ترى أن التسويق هو حل للتدهور البيئي. كانت البيئة موقعًا رئيسيًا للصراع بين أنصار توسيع معايير السوق والعلاقات وأنماط الحكم وأولئك الذين يعارضون مثل هذا التوسع. يؤكد النقاد على التناقضات والعواقب المادية والأخلاقية غير المرغوب فيها الناجمة عن تسليع الموارد الطبيعية (كمدخلات للإنتاج والمنتجات) والعمليات (خدمات النظام البيئي أو ظروفه).
يستحضر معظم الباحثين الذين يستخدمون سلعة من تأطير الطبيعة تصوراً ماركسيًا للسلع على أنها «أغراض منتجة للبيع في السوق» تجسد الاستخدام والقيمة التبادلية. وأما السلع نفسها هي عملية يجري من خلالها تحويل السلع والخدمات غير المنتجة للبيع إلى شكل قابل للاستبدال. وهي تنطوي على عناصر متعددة، بما في ذلك الخصخصة والاغتراب والتميز والتجريد والتقييم والتهجير.
مع امتداد الرأسمالية في اتساعها وعمقها، تصبح الأشياء التي كانت خارج النظام في السابق «داخلية»، بما في ذلك الكيانات والعمليات التي تعتبر عادة «طبيعية». ومع ذلك، من الصعب للغاية تعريف الطبيعة، بمثابة مفهوم، مع وجود طبقات متعددة من المعنى، بما في ذلك البيئات الخارجية وكذلك البشر أنفسهم. تعتمد البيئة السياسية وغيرها من المفاهيم النقدية على خيوط داخل الجغرافيا الماركسية التي ترى الطبيعة على أنها «مُنتجة اجتماعيًا»، مع عدم وجود حدود دقيقة تفصل بين «الاجتماعي» و«الطبيعي». يُنظر إلى البيئة على أنها «حالة خاصة» استنادًا إلى الطبيعة الفيزيائية المادية للطبيعة، والتي «تُشكل وتحدد مسارات التسليع».

## مشاكل التسليع
يرى النقاد أن التدهور البيئي ينبع من عمليات التسليع هذه، وعادة ما يشمل على الأقل انتقادات ضمنية لواحد أو أكثر من الجوانب. يبدو أن هناك ثلاثة «مجالات إشكالية» واسعة النطاق يجري انتقاد تسليع الطبيعة من خلالها: عملي، من جهة ما إذا كان يمكن تحويل الطبيعة إلى سلعة بشكل صحيح أم لا؛ أخلاقي، من جهة الآثار الأخلاقية للتسليع؛ ونتيجة لذلك، من جهة آثار التسليع على الطبيعة نفسها.

### مشاكل عملية
يربط الكثير من النتاج الفكري تسليع الطبيعة بمسألة المادية - أهمية الخصائص البيوفيزيائية والظروف. يُنظر إلى الاختلافات النوعية في العالم البيوفيزيائي غير المتجانس على أنها ذات أهمية تحليلية وعملية، وهي مصادر عدم القدرة على التنبؤ ومقاومة النية البشرية التي تشكل أيضًا وتوفر فرصًا لتداول رأس المال وتراكمه.